# Rustenburg
Rustenburg je grad u Južnoj Africi, sa 107.909 stanovnika najveći je grad u provinciji North West. 

## Šport
Rustenburg je bio jedan od domaćina Svjetskog prvenstva u nogometu 2010. godine, na stadionu Royal Bafokeng koji prima 42.000 gledatelja su igrane neke od utakmica.
U gradu djeluje nogometni klub Platinum Stars.

## Vanjske poveznice
- Gradska administracija